# 三國志列傳 亂世群英
《三國志列傳 亂世群英》（日语：三国志列伝 乱世の英雄たち，下文中簡稱為「本作」），是一款由世嘉公司於1991年發行的回合制策略遊戲，遊戲以中國的三國時代為背景，目標為統一當時的中國全境。
本作於當年的Beep! MegaDrive Magazine雜誌中評價為1991年度的模擬遊戲類第六名；在該雜誌的讀者評分單元（BEメガ読者レース）中平均值為7.2263分。

## 簡介與特色
- 本作以『視察情況』與『行軍』兩面作區分。『視察情況』於每年的單數月執行，而行軍面於雙數月。視察情況面可執行內政、外交、軍事三項指令，每項指令下有若干子指令(分別是『内政』:開發、調動、情報、福利、任命、税率、教育、運輸,『外交』:同盟、計策(離間、暗殺、火計)、情報、借款、還款,「軍事」:徵兵、武器、情報、人材、防衛、訓練)；行軍面則是指玩家可以選擇武將後派出城池，在設定路線後，於遊戲中的中國地圖任意移動或攻擊他國的城池。

- 本作有單挑系統，玩家可以操控武將與敵人武將進行一對一的戰鬥，在當時的策略遊戲中，是較為少見的設計。

- 本作是SEGA於該電視遊樂器上發行的第一個有中文版的回合制策略遊戲。